# Метранпаж
Метранпа́ж, або верстальник — фахівець верстки, який розбиває текст на окремі сторінки, компонує його з ілюстраціями, готує оригінал-макет видання.
У докомп'ютерну епоху верстальник був робітником друкарні, в обов'язки якого входила верстка сторінок. Верстальник приводив рядки тексту, виготовлені складачем, в сторінки і смуги майбутньої книги, компонував їх з ілюстраціями, додавав колонцифри, колонтитули, стежив за висячими рядками.
У дореволюційній друкарні старшого складача називали метранпажем (від фр. metteur en pages — укладач сторінок). Метранпаж призначав шрифт, довжину рядка, і так далі, складачам, керував ними, а сам виконував найбільш відповідальні роботи. У радянську епоху його змінив технічний редактор видавництва, який робив макет і специфікацію для робітників друкарні.